# Jørgen Jacob Nielsen
Jørgen Jacob Nielsen (26. februar 1814 på Vintersborg på Lolland – 15. juni 1887) var en dansk politiker.
Han var søn af forpagter Anders Nielsen (1761-1850) og Pedernille Knudsdatter (død 1829), gik i Nakskov Latinskole indtil 1831 og lærte derefter landvæsenet. Han ejede 1838-40 en større gård, Simonsbjerg, ved Sorø og forpagtede derefter en mølle ved Ringsted og senere en anden nær ved Kalundborg indtil 1852; boede siden 1856 i København. I december 1850 blev han sekretær for Grundejerforeningen og forblev til sin død i denne stilling under dens forandrede navne (siden 1866 Godsejerforeningen) samt kæmpede vedblivende i blade og småskrifter imod tvungen fæsteafløsning og for hævdelse af godsejernes politiske og sociale stilling (Bemærkninger til Oplysning om Godsejernes politiske Holdning efter 1848, 1869). 1853-54 var han folketingsmand for Holbæk Amts 4. Kreds og hørte til ministeriets tilhængere. Han døde 15. juni 1887.
Han ægtede 1838 Clara Haderup (6. december 1809 - 12. august 1892), datter af kongelig tømmerforvalter Erhard Haderup.